# Leptosteges
Leptosteges é um gênero de mariposa pertencente à família Crambidae.